# Last Rites
Last Rites – siódmy album studyjny doom metalowego zespołu Pentagram wydany 12 kwietnia 2011 roku przez wytwórnię Metal Blade Records.

## Lista utworów
1. „Treat Me Right” – 2:32
2. „Call the Man” – 3:49
3. „Into the Ground” – 4:21
4. „8” – 5:01
5. „Everything's Turning to Night” – 3:18
6. „Windmills and Chimes” – 4:32
7. „American Dream” – 4:32
8. „Walk in the Blue Light” – 4:59
9. „Horseman” – 3:38
10. „Death in 1st Person” – 4:01
11. „Nothing Left” – 3:36
12. „All Your Sins - Reprise” – 0:57

## Twórcy
| Pentagram w składzie - Bobby Liebling – wokal, produkcja - Victor Griffin – gitara, wokal (7), produkcja, zdjęcia - Greg Turley – gitara basowa - Tim Tomaselli – perkusja Gościnnie - Maddox Turley – perkusja (12) | Personel - Travis Wyrick – produkcja - Troy Glessner – mastering - Brian J. Ames – projekt graficzny - Mo Moussa – projekt okładki - Steve Pelletier – zdjęcia |